# Joseph Desbassayns
Pour les autres membres de la famille, voir Famille Panon Desbassayns de Richemont.

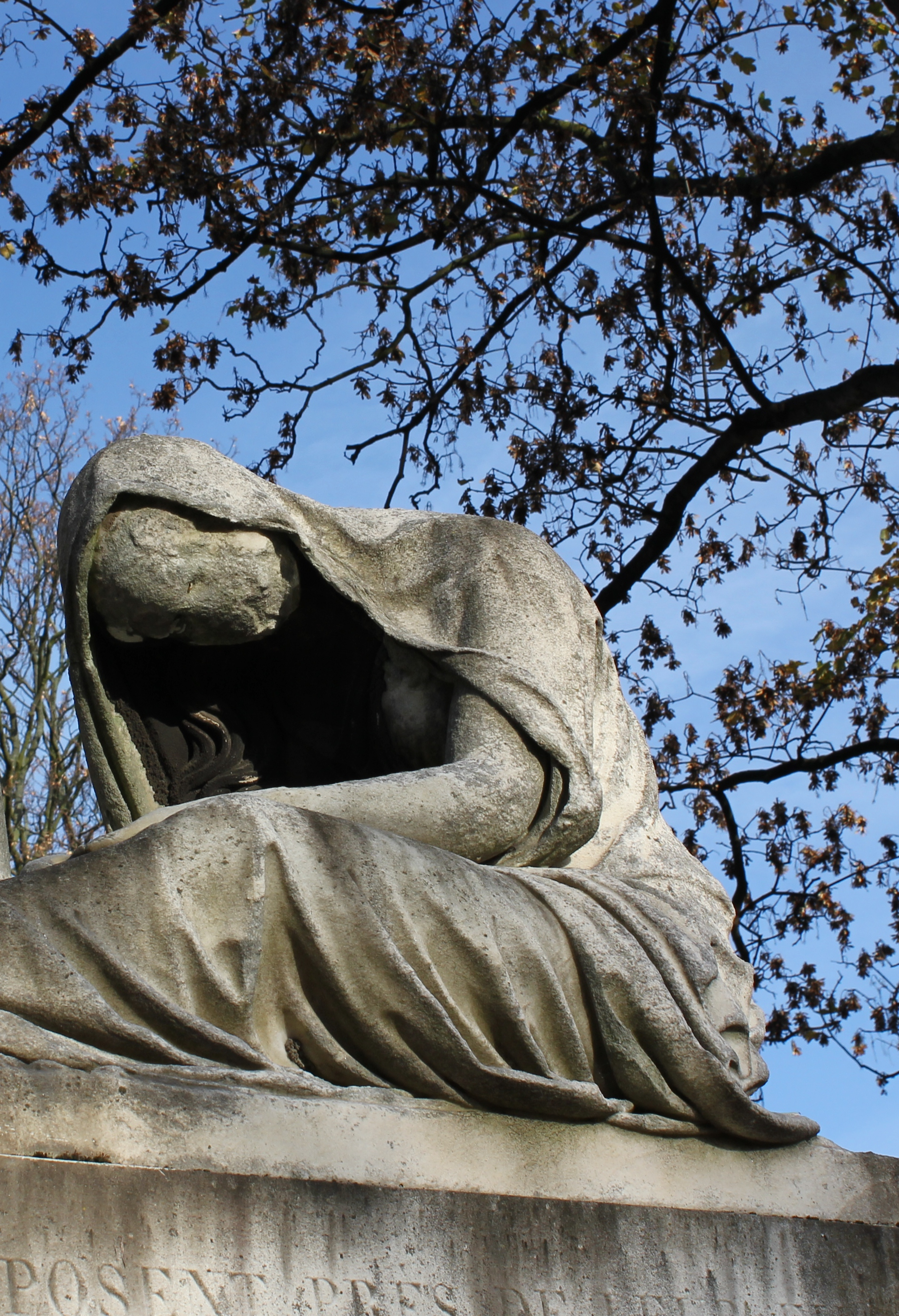
Statue de femme voilée par Étienne Ricci sur la tombe de Joseph Desbassayns au cimetière du Père-Lachaise.

Joseph Panon Desbassayns de Richemont, surnommé Vilmure par la famille Panon Desbassayns de Richemont, est un ingénieur agronome et planteur esclavagiste français, né à Saint-Denis de La Réunion le 23 février 1780, et mort à Paris le 17 avril 1850. Il est considéré comme l'un des initiateurs de l'industrie sucrière de l'île Bourbon. 
Selon Élie Pajot, cité dans la thèse Des habitations sucreries aux usines sucrières, la « mise en sucre » de l'île Bourbon, 1783-1848, Joseph Desbassayns « posa les bases d’un système rural où les lois de la physiologie végétale étaient, pour la première fois, appliquées selon les règles de la logique au climat de la colonie, à la nature de son terroir, et à sa topographie, tant générale que locale ».

## Biographie
Né de l'union d'Henri Paulin Panon Desbassayns avec Marie Anne Thérèse Ombline Desbassayns (Madame Desbassayns), Joseph Panon Desbassayns de Richemont est membre d'une des familles les plus influentes de l'époque. Il a été à la tête de la plantation de Bel Air, à Sainte-Suzanne. 
Sous la Restauration, il est créé baron héréditaire par ordonnance du 7 novembre 1824. 
Il repose au cimetière du Père Lachaise (division 6), à Paris. 
De son mariage est née Camille Panon Desbassayns, dite « Maman Camille », connue pour avoir financé des œuvres sociales à partir des indemnités reçues par les familles esclavagistes lors de l'abolition de 1848.